# Гледвін (округ)
Шаблон:StateAbbr_ 43°59′ пн. ш. 84°23′ зх. д. / 43.99° пн. ш. 84.39° зх. д.
Округ Ґледвін (англ. Gladwin County) — округ (графство) у штаті Мічиган, США. Ідентифікатор округу 26051.

## Історія
Округ утворений 1831 року.

## Демографія
За даними перепису 
2000 року 
загальне населення округу становило 26023 осіб, зокрема міського населення було 2714, а сільського — 23309.
Серед мешканців округу чоловіків було 12916, а жінок — 13107. В окрузі було 10561 домогосподарство, 7616 родин, які мешкали в 16828 будинках.
Середній розмір родини становив 2,85.
Віковий розподіл населення поданий у таблиці:
| Стать    | До 15 років | 15-21 | 22-29 | 30-39 | 40-49 | 50-65 | 65-85 | Понад 85 |
| -------- | ----------- | ----- | ----- | ----- | ----- | ----- | ----- | -------- |
| Чоловіки | 2558        | 1163  | 898   | 1591  | 1793  | 2681  | 2081  | 151      |
| Жінки    | 2367        | 1031  | 909   | 1642  | 1823  | 2799  | 2256  | 280      |

## Суміжні округи
- Огемо — північний схід
- Аренак — схід
- Бей — південний схід
- Мідленд — південь
- Клер — захід
- Ізабелла — південний захід
- Роскоммон — північний захід

## Виноски
1. ↑  US Decennial Census. US Census Bureau. Архів оригіналу за 4 квітня 2018. Процитовано 21 вересня 2014.
2. ↑  Historical Census Browser. University of Virginia Library. Архів оригіналу за 11 серпня 2012. Процитовано 21 вересня 2014.
3. ↑  Population of Counties by Decennial Census: 1900 to 1990. US Census Bureau. Архів оригіналу за 15 лютого 2015. Процитовано 21 вересня 2014.
4. ↑  Census 2000 PHC-T-4. Ranking Tables for Counties: 1990 and 2000 (PDF). US Census Bureau. Архів оригіналу (PDF) за 18 грудня 2014. Процитовано 21 вересня 2014.
5. ↑  State & County QuickFacts. U.S. Census Bureau. Архів оригіналу за 10 липня 2011. Процитовано 27 серпня 2013.(англ.) Наведено за англійською вікіпедією.
6. ↑  American FactFinder. Бюро перепису населення США. Архів оригіналу за 21 травня 2008. Процитовано 31 січня 2008.

| США | Це незавершена стаття з географії США. Ви можете допомогти проєкту, виправивши або дописавши її. |